# Цюй Ю
Цюй Ю (*瞿佑, 1341—1427) — китайський письменник, поет та державний службовець часів династії Мін.

## Життєпис
Походив з родини інтелектуалів. Народився у м. Цяньтан (сучасне м. Ханчжоу). Здобув гарну освіту. Замолоду виявив літературний хист. Вдало пройшов державні іспити. Розпочав службу в м. Ренхе (сучасна провінція Сичуань), потім продовжив у Лін'ані. У 1408 році призначається головою секретаріату області Чжоу. Втім, у 1415 році за критичні вірші його було заарештовано та запроторено до в'язниці, де Цюй Ю перебував до 1425 року. Після звільнення служив домашнім вчителем у впливового бо (графа) Іна. Незабаром по тому його відновлюють на державній службі. Проте Цюй недовго тут перебував, пішовши у відставку. У 1427 році він помер.

## Творчість
Був відомим романістом. Є автором «Нотаток про півонієвий ліхтар». У 1378 році видав збірку «Нові оповідання біля запаленого світильника» («Цзянь ден сінь хуа»). Дію новел було віднесено до сучасної династії Мін, хоча фантастичні історії відводять читача в особливий світ з іншими законами. Твори насичені моралізаторством у поєднанні з любовною тематикою. Це викликало невдоволення уряду. У 1442 році його збірки було заборонено. Втім, на ці твори Цюй Ю відгукнувся корейська прозаїк і мислитель Кім Сісип, в'єтнамський новеліст Нгуєн Зи, збірка «Нові оповідання біля запаленого світильника» здобула популярність у XVI ст. в Японії, де її переробки з'являлися до кінця XIX ст.
Був автором посібника з гри в доміно.
Також у доробку є чудові вірші, які увійшли до двох збірок «Пейзажна лірика» та «Пісенна поезія».